# Tisaniba mulu
Espèce
Tisaniba mulu est une espèce d'araignées aranéomorphes de la famille des Salticidae.

## Distribution
Cette espèce est endémique du Sarawak en Malaisie,.

## Étymologie
Son nom d'espèce lui a été donné en référence au lieu de sa découverte, le parc national du Gunung Mulu.

## Publication originale
- Zhang & Maddison, 2014 : Tisaniba, a new genus of marpissoid jumping spiders from Borneo (Araneae: Salticidae). Zootaxa, no 3852(2), p. 252-272.